# Великий Ліс (ботанічний заказник, Ічнянський район)
Вели́кий Ліс — ботанічний заказник місцевого значення в Україні. Розташований у межах Ічнянської міської громади Прилуцького району Чернігівської області, на північний захід від села Вишнівка.
Площа 104 га. Статус присвоєно згідно з рішенням Чернігівського облвиконкому від 04.12.1978 року № 529; від 27.12.1984 року № 454; від 28.08.1989 року № 164. Перебуває у віданні ДП «Прилуцьке лісове господарство» (Ічнянське л-во, кв. 95, 96).
Статус присвоєно для збереження східної частини лісового масиву «Великий Ліс». У деревостані переважають насадження дуба, на перезволожених ділянках — осика, вільха.